# Stenocorus schaumii
Stenocorus schaumii (лат.) — вид жуков-усачей из подсемейства усачиков. Распространён в юго-восточной Канаде и северо-восточных США. Обитают в лесах гор Аппалачи. Длина тела взрослых насекомых 17—29 мм. Кормовыми растениями личинок являются ясень, клён и некоторые др.